# Ворожба
Ворожба́ (МФА: [ʋoroˈʒbɑ] ( прослухати)) — місто в Сумському районі Сумської області. Адміністративний центр Ворожбянської міської громади. Розташоване на лівому березі річки Вир, за 3 км на північний захід від міста Білопілля. Відстань до облцентру становить близько 53 км і проходить автошляхом Р44.

## Географія
Місто Ворожба знаходиться на лівому березі річки Вир, вище за течією примикає місто Білопілля, нижче за течією на відстані 1,5 км розташоване село Старі Вирки. Річка в цьому місці звивиста, утворює лимани, стариці і заболочені озера. Великий залізничний вузол, станція Ворожба. Через місто проходить автомобільна дорога Т 1908.

## Історія міста і станції

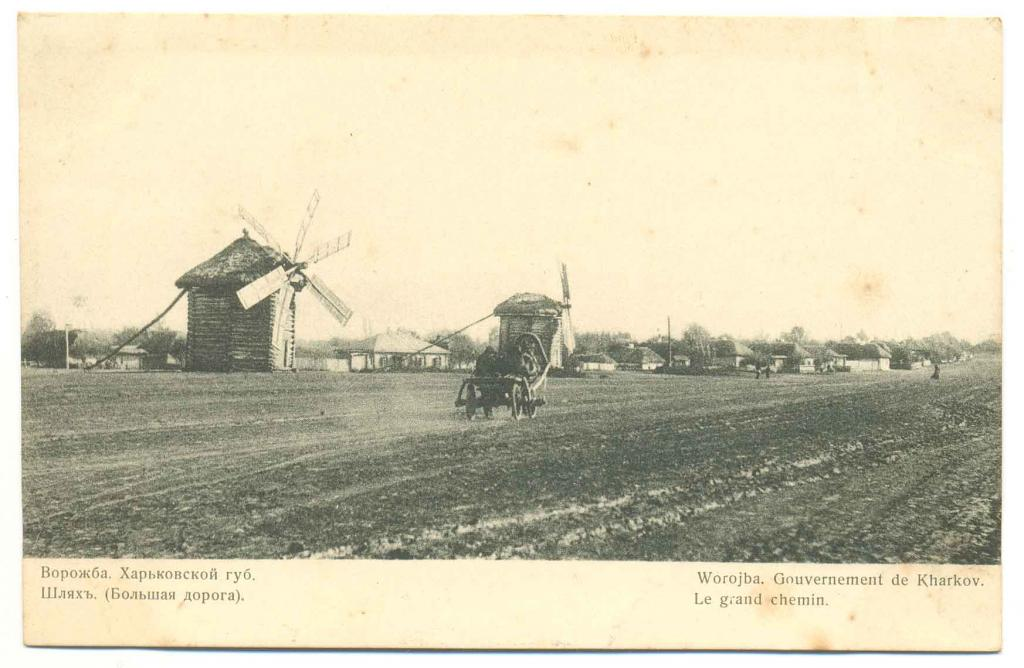
Шлях у Ворожбі на початку XX століття

Селище Ворожба засноване на територіях колишньої Білопільської сотні Сумського слобідського полку. З кінця XIX століття перетворилося на великий залізничний вузол.
З 1894 року вступила в експлуатацію вузькоколійна залізниця Ворожба — Хутір-Михайлівський (нині Дружба), яку в 1915 році перебудували на широку колію. Акціонерне товариство Московсько-Києво-Воронезької залізниці на початку 1890-х років побудувало на Ворожбянському вузлі паровозо-вагонні майстерні. Економічне значення вузла зростало. Вивозився, головним чином хліб, довозилися вугілля матеріали, сіль тощо.
У 1888 році на кошти Харківсько-Миколаївської та Курсько-Київської залізниць, збудована нова будівля вокзалу станції Ворожба. За проєктом київського архітектора Миколи Юргенса, яка збереглася до нашого часу. Останній поточний ремонт вокзалу був здійснений у 1998 році.
Після ліквідації УНР на ворожбянському залізничному вузлі почалися відновні роботи. Проводилися вони в тяжких умовах. Але, попри це, вже в кінці відновного періоду залізничний вузол працював на повну потужність. Тут приймалося і звідси відправлялося вантажів більше, ніж в 1913 році. Так, протягом 1925—1926 років на станцію прибуло 18,4 тис. т вантажів, а було відправлене —41,4 тис. т.
Вокзал станції Ворожба за обсягом виконуваної роботи віднесений до ІІІ класу, а за умовами процесу утворення пасажиропотоку є транзитним. Із вокзалу станції можна виїхати на два напрямки — Київ та Харків. За добу в середньому протягом року із вокзалу вирушає 450 пасажирів. Станція Ворожба — дільнична, за обсягом виконуваної роботи віднесена до I класу, і наразі є міждержавною передаточною станцією на Московську залізницю.
Наприкінці XIX та на початку XX століть на лінії Ворожба — Київ споруджені станції: Путивль, Грузьке, Конотоп, Бахмач, Плиски, Крути, Ніжин, Носовка, Кобижчі, Бобровиці, Бобрик і Київ. У бік Курська: Волфине, Глушково, Корнєво, Колонтаївка, Артаково, Льгов, Лукашовка, Дьяконово і Курськ. Зазначення залізничної станції Ворожба, яка через деякий час стала вузловою, зростало. Становлення і розвиток станції Ворожба зробили суттєві зміни в розвиток економіки краю. До проведення Курсько-Київської залізниці Білопілля служило місцем збору борошна, жита вівса. Житнє борошно із довколишніх міст розходилось частково по Сумському і Лебединському повітах, на місцеві винокурні заводи та відправлялося в місто Глухів Чернігівської губернії. За ними приїздили із-за Десни, Великоросії. Пшеничне борошно і овес направлялось також на Північний Захід — в Чернігівську, Вітебську губернії. Частина вівса знаходила собі збут ще в Кременчуці, а жито — на Дону.

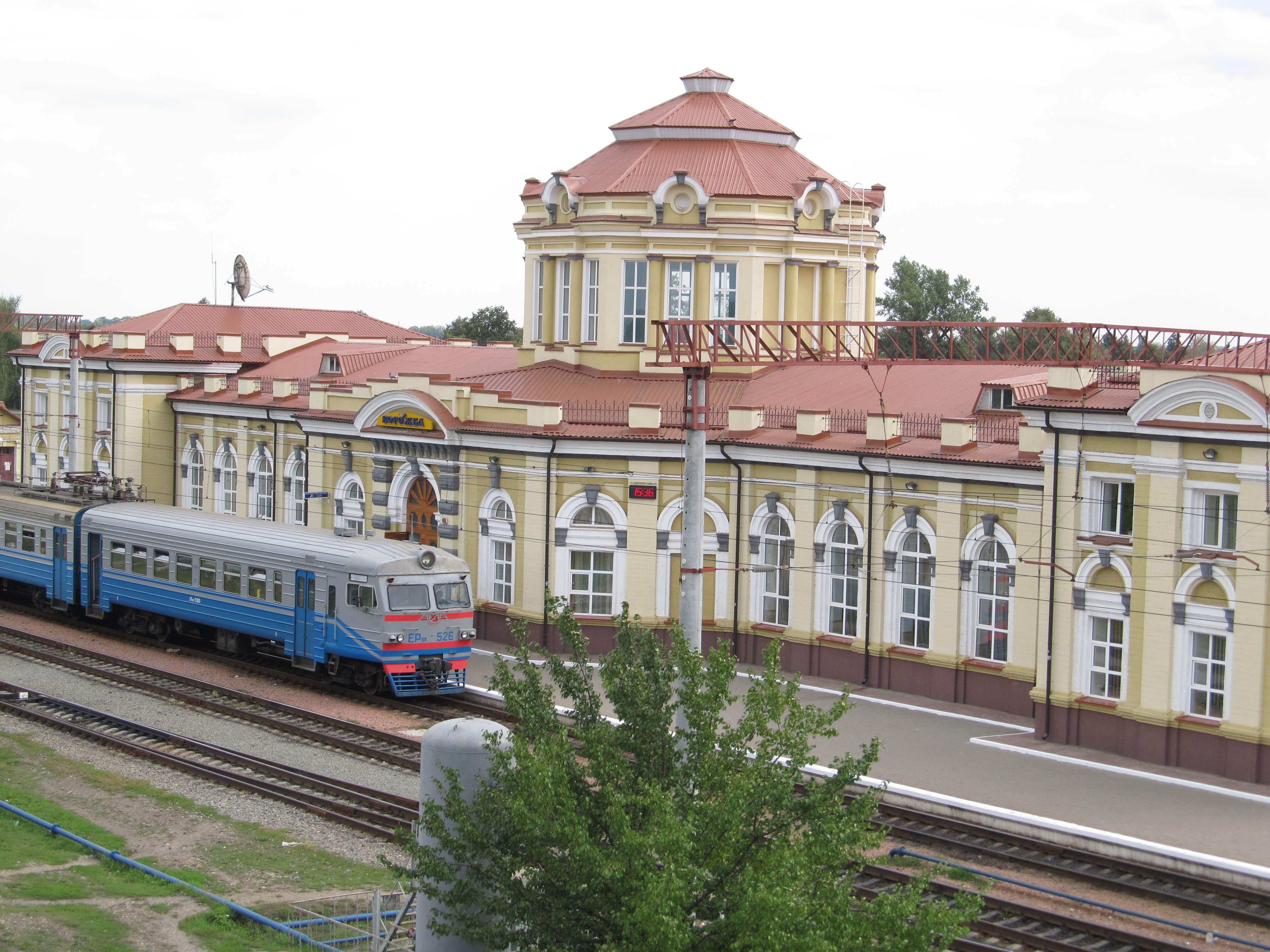
Залізничний вокзал (26 січня 2010 року)

Після проведення Курсько-Київської залізниці характер і обсяг торгівлі міста Білопілля змінився. Якщо раніше торгівля йшла з Глуховом, а звідти — за Десну й далі, то тепер із Білопілля продукція вирушала по Курсько-Київській залізниці. Основна маса зерна експортувалася за кордон — у Прусію.
Загальний розвиток капіталізму в Росії і, як одна із складових цього процесу — інтенсивне залізничне будівництво, призвели до значних змін залізничного вузла Ворожба. Навколо станції росло залізничне селище. В 1887 р. в ньому налічувалося 557 чол. Незрівнянно збільшувались пасажирські перевезення. Нагально постало питання про будівництво приміщення нового вокзалу. Наприкінці XIX ст. розпочалось його спорудження, а вже влітку 1898 р. новий вокзал станції Ворожба освятили й урочисто відкрили.
Будівля вокзалу мала два фасади: східний і західний. В одному крилі вокзалу розміщувався зал очікування, в іншому — ресторан.
В крайній правій частині східного фасаду розташовані технічний відділ та митний пост. В крайній лівій частині західного фасаду розташовані кабінети начальника станції, заступника начальника станції, чергового по вокзалу, бухгалтерія та зал проведення планових інструктажів. В центральній частині вокзалу розташовані квиткові каси та відділення ЕКСПРЕСбанку. Зараз цей чудовий архітектурний витвір є окрасою міста і посідає чільне місце вокзалів України.
Селище постраждало внаслідок геноциду українського народу, проведеного урядом СССР 1932—1933 та 1946–1947 роках.
12 червня 2020 року, відповідно до розпорядження Кабінету Міністрів України № 723-р «Про визначення адміністративних центрів та затвердження територій територіальних громад Сумської області», місто увійшло до складу Ворожбянської міської громади.
19 липня 2020 року, в результаті адміністративно-територіальної реформи та ліквідації Білопільського району, місто увійшло до складу новоутвореного Сумського району.

#### Російське вторгнення в Україну (з 2022)
З вересня 2023 року  місто зазнає постійних обстрілів з боку російської Федерації.
5 лютого 2024 року о 17 годині армія РФ завдала ударів з РСЗВ "Град" по місту — загинув 39-річний чоловік, поранення отримали його мати та ще один мешканець. За попередньою інформацією пошкоджено п’ять житлових будинків, господарчі споруди, електричні мережі, інтернет-зв’язок.
13 травня 2024 року через постійні обстріли російських військ з Ворожби почали евакуйовувати людей. 
11 червня 2024 року, за інформацією міського голови Андрія Дружченка, з майже семи тисяч жителів тут залишилось менш як три тисячі. Покинуті будинки, пусті вулиці, але посаджені городи. І люди, які періодично навідуються, аби їх обробляти. 
24 червня 2024 року за інформацією ОК «Північ» населений пункт зазнав обстрілів з боку російського агресора. Зафіксовано 3 вибухи, ймовірно скид ВОГ з БПЛа.
14 липня 2024 року місто обстріляли російські агресори. Зафіксовано 7 вибухів, ймовірно 1 вибух, ймовірно ФПВ.
2 серпня 2024 року близько пʼятої години вечора відбувся обстріл міста російським агресором, Внаслідок цього пошкоджені житлові будинки, промислове підприємство та об’єкти критичної інфраструктури.
10 серпня 2024 року росіяни скинули керовану авіабомбу на житловий квартал міста. Пошкоджено близько 10-ти приватних будинків. 
17 серпня 2024 року оперативне командування «Північ» повідомило про обстріли Сумської області. Серед постраждалих населених пунктів місто Ворожба – 3 вибухи, ймовірно КАБ. В результаті обстрілу зруйновано 1 промисловий об’єкт.    
27 серпня 2024 року за інформацією Генштабу ЗСУ ворог завдавав авіаударів по районах населених пунктів Есмань, Ворожба, Вільна Слобода, Атинське, Горіле, Безсалівка, Глухів, Михайлівське, Угроїди, Шалигине, Ямпіль, Яструбине, Іскриківщина, Білопілля, Бачівськ, Будівельне Сумської області.

## Населення

### Чисельність
| 1959   | 1979 | 1989 | 2001 | 2016 |
| ------ | ---- | ---- | ---- | ---- |
| 10 826 | 9388 | 9811 | 8384 | 7198 |

### Національний склад
Розподіл населення за національністю за даними перепису 2001 року:
| Національність  | Відсоток |
| --------------- | -------- |
| українці        | 90,95%   |
| росіяни         | 7,56%    |
| роми            | 0,90%    |
| білоруси        | 0,13%    |
| інші/не вказали | 0,46%    |

### Мова
Розподіл населення за рідною мовою за даними перепису 2001 року:
| Мова            | Чисельність, осіб | Відсоток,% |
| --------------- | ----------------- | ---------- |
| Українська      | 7 712             | 92,08%     |
| Російська       | 592               | 7,07%      |
| Ромська         | 32                | 0,38%      |
| Білоруська      | 4                 | 0,05%      |
| Німецька        | 1                 | 0,01%      |
| Інші/Не вказали | 34                | 0,41%      |
| Разом           | 8 375             | 100%       |

## Постаті

Братська могила загиблих у Другій світовій війні

### Уродженці
- Галицький Микола Миколайович — старший сержант Державної прикордонної служби України, відзначився під час російського вторгнення в Україну.
- Науменко Олександр Анатолійович — радянський і російський оперний співак (бас) українського походження, соліст Великого театру РФ, Народний артист Росії.
- Сиротенко Олександр Іванович — український маляр.
- Таранченко Юрій Федорович — український диригент і педагог; заслужений артист УРСР.
- Штангеєва Надія Іванівна — український фахівець у галузі технології цукру.

### Проживали
- Боборєв Микола Миколайович — український військовик, учасник російсько-української війни[15].

### Поховані
- Батраченко Руслан (1976-2014), сержант ЗСУ, загинув у боях за Іловайськ.
- Костюк Олег (1981-2015), солдат ЗСУ, загинув у боях за Піски.